# Židovský hřbitov v Poličce
Židovský hřbitov v Poličce se nachází v západní části města Polička jako jihovýchodní součást komunálního hřbitova ve Starohradské ulici.
Hřbitov ležící v nadmořské výšce 571 m byl založen v roce 1881. Do té doby byli židé většinou pohřbíváni na židovském hřbitově v Luži. Obřady zde probíhaly až do roku 1942, kdy začaly transporty do koncentračních táborů.
Do roku 1964 stála na hřbitově obřadní síň postavená před rokem 1903, jež sloužila i jako vstup a byla zbořena po zmenšení areálu kvůli rozšíření ulice v roce 1963. Ve stejné době se židovský hřbitov stal součástí hřbitova komunálního.
Na hřbitově se dochovalo 83 moderních náhrobních kamenů, na nichž jsou čitelné hebrejsko-české, hebrejsko-německé, české, hebrejské a německé nápisy, a pomník 78 židovským obětem holokaustu z města a jeho okolí, jenž je kulturní památkou ČR. Hřbitov je v současné době přístupný během otevírací doby městského hřbitova. Památky na poličskou židovskou náboženskou obec je možné zhlédnout v místním muzeu.